# ミオス・ウンディ島

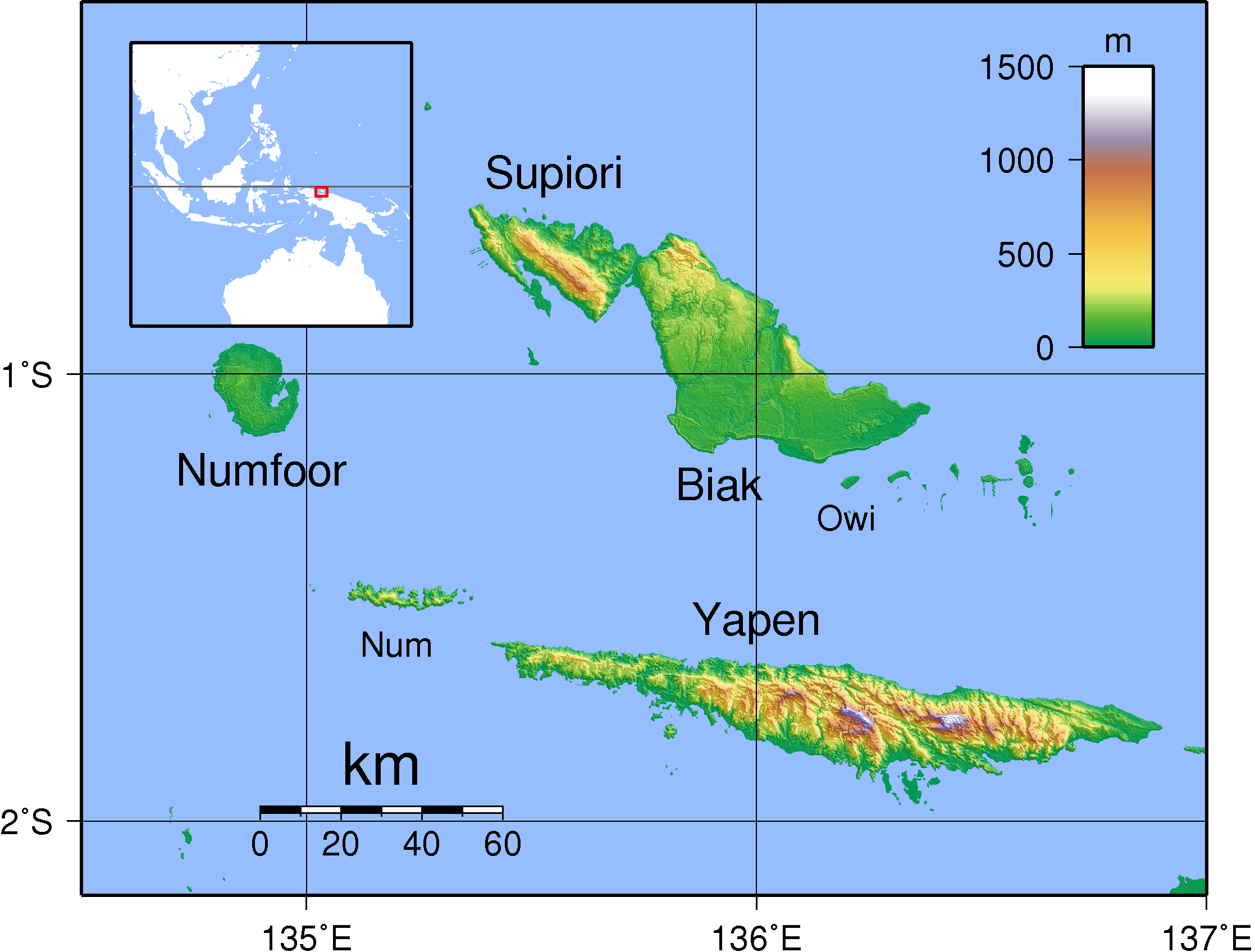
島はビアク島南東の環礁にある

ミオス・ウンディ島（ミオス・ウンディとう、Mios Woendi）は、インドネシアの島。第二次世界大戦時にはアメリカ海軍の前線基地が所在した。スハウテン諸島のアメリカ海軍基地のためのコードネームは「Stinker」であった。
島はビアク島南東の環礁にある。